# Кічкеєво
Кічке́єво (рос. Кичкеево, чув. Киччĕ) — присілок у складі Янтіковського району Чувашії, Росія. Входить до складу Можарського сільського поселення.
Населення — 239 осіб (2010; 325 у 2002).
Національний склад:
- чуваші — 98 %